# Polnisches Institut

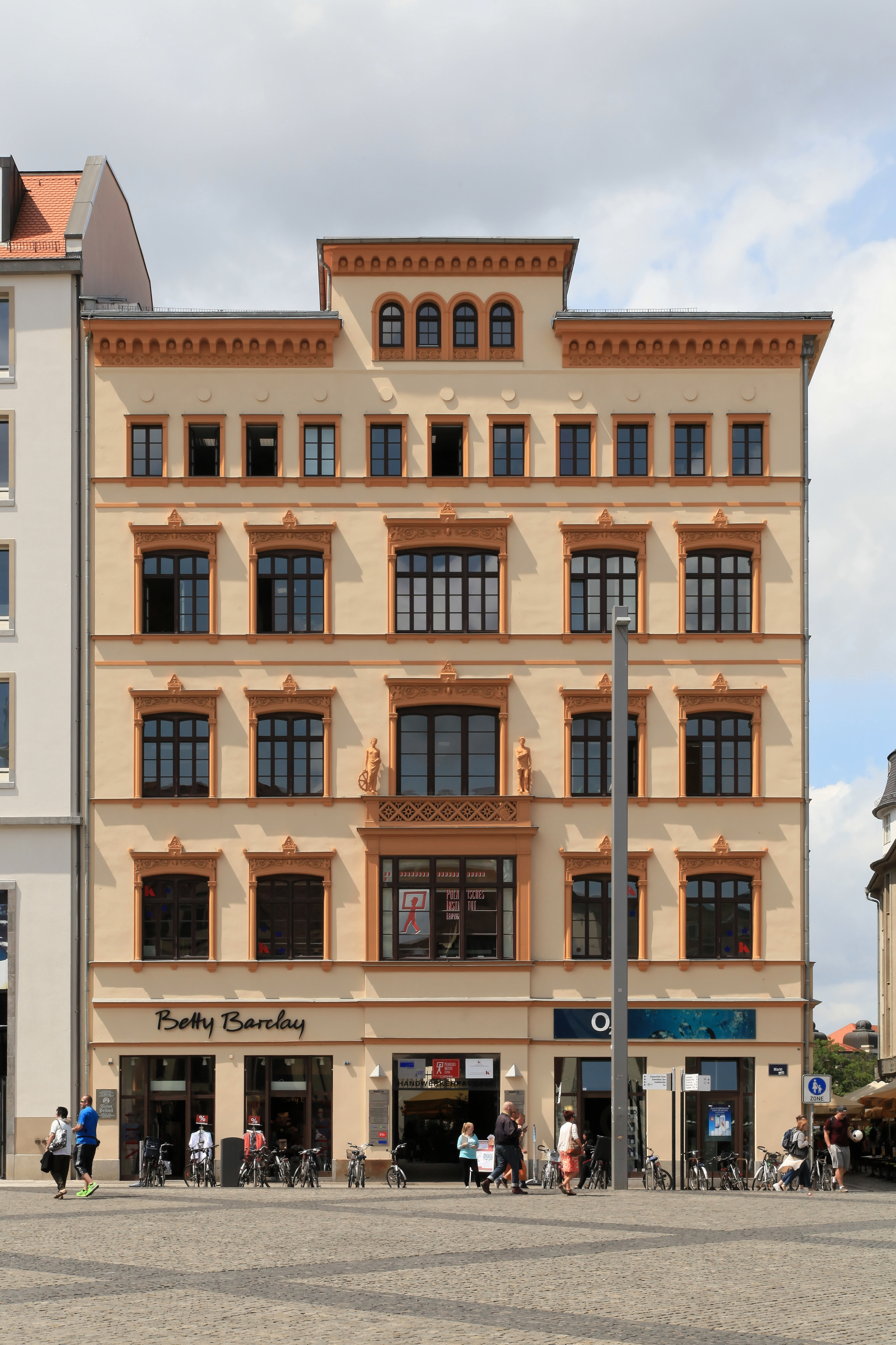
Polnisches Institut Berlin / Filiale Leipzig

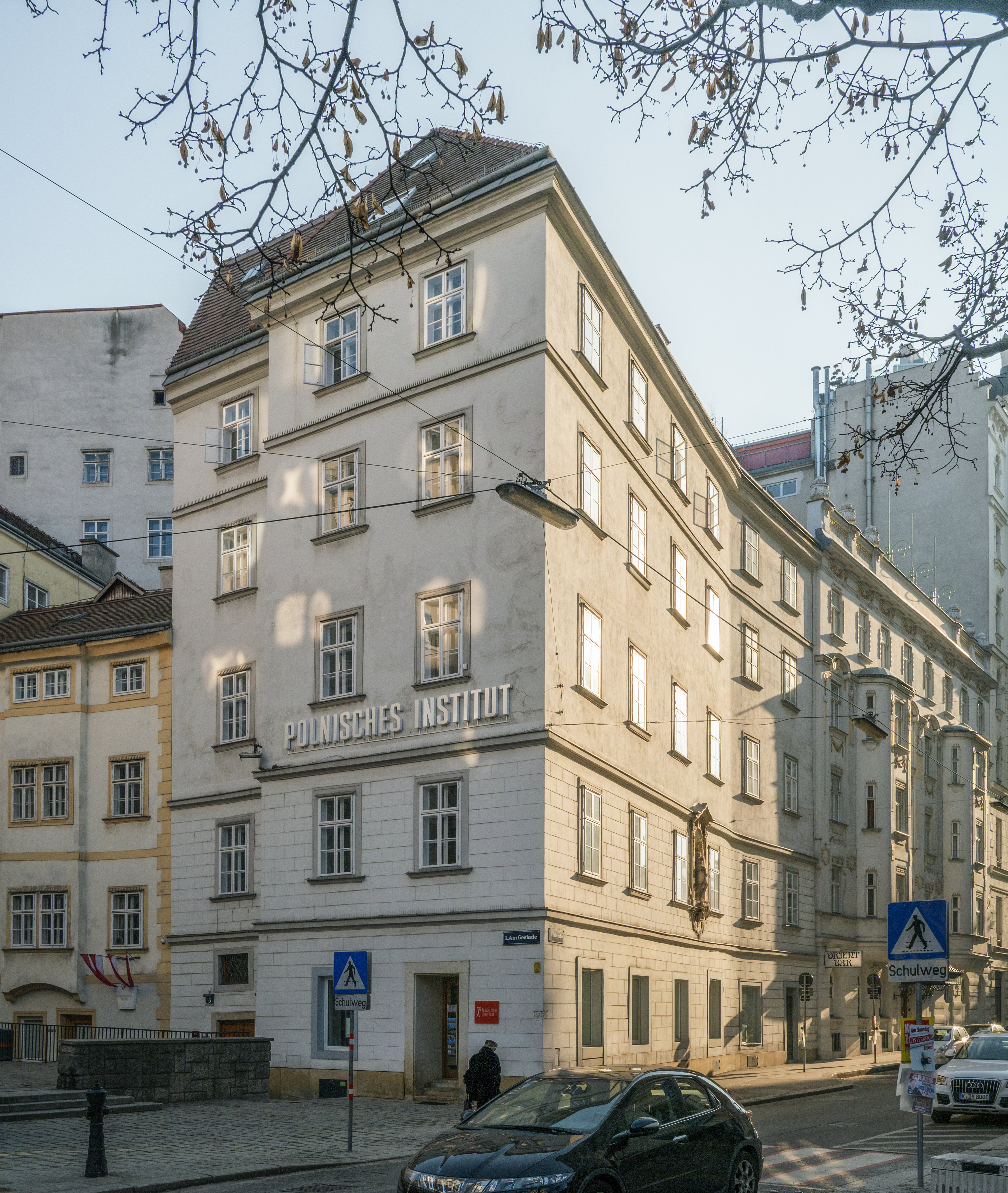
Polnisches Institut Wien

Das Polnische Institut (Instytut Polski) ist eine polnische staatliche kulturelle Institution.

## Vorgänger und Geschichte
Die Arbeit der Polnischen Institute geht zurück auf die Kultur-Repräsentanz der 2. Polnischen Republik nach der Wiedererlangung der Staatlichkeit Polens infolge des Versailler Vertrages und Ausrufung der Republik im Jahre 1919. Sie begann in den 1920er und 1930er Jahren allmählich im Rahmen der jeweiligen Botschaften und stand im Gegensatz zur aufkommenden deutschen „Ostforschung“, die sich zunehmend auf das Auslandsdeutschtum konzentrierte. Kulturelle Arbeit für Polen leistete in der Weimarer Republik im Wesentlichen nur der vereinsrechtlich organisierte Bund der Polen in Deutschland von 1922 bis 1939. Nach dem Zweiten Weltkrieg wurde polnische Kultur in der DDR unter dem Signum sozialistischer Völkerfreundschaft und im Kulturbund der DDR bekannt gemacht. In der Bundesrepublik Deutschland widmete man sich der polnischen Kultur zumeist im Rahmen der katholischen Kirche sowie Kunst- und Literaturkreisen. Das auf Initiative des Übersetzers Karl Dedecius 1980 gegründete Deutsche Polen-Institut in Darmstadt hat sich nach anfänglichen Einwänden etwa von Schlesiern von Anbeginn in besonderer Weise durch seine Vermittlungsarbeit verdient gemacht.
An diese Vorläufer konnte das Deutsche Polen-Institut anknüpfen.

## Struktur und Arbeitsweise
Ähnlich dem deutschen Goethe-Institut hat das Polnische Institut das Ziel, polnische Kultur und Wissenschaft umfassend bekannt zu machen. Weitere Institute unterstützen in Teilen die jeweiligen Polen-Institute:
- Adam-Mickiewicz-Institut (2000 gegr.)
- Fryderyk-Chopin-Institut (2001 gegr.)
- Instytut Książki (2004 gegr.)
- Polnisches Institut für Filmkunst (2005 gegr.)
- Zbigniew-Raszewski-Theater-Institut (2006 gegr.)

Diesen weiten Rahmen versinnbildlicht das Logo des Polen-Instituts, das einen nach links, also westwärts gehenden Menschen mit hochgehobenem Bilderrahmen zeigt.
Das Institut untersteht dem Außenministerium der Polnischen Republik, von dem es finanziert wird. Die Direktoren werden vom polnischen Außenminister ernannt. Gelegentlich nehmen diese zugleich die Funktion eines Kulturattachés der polnischen Botschaft im jeweiligen Land wahr.
Von den gegenwärtig 27 bestehenden Niederlassungen des Polnischen Instituts befinden sich 20 in Europa. Außerhalb Europas ist das Polnische Institut vertreten in Delhi, New York, Tiflis, Tel Aviv und Tokio. In Deutschland als einzigem Land ist das Polnische Institut infolge der früheren Teilung Deutschlands, der engen Nachbarschaft und gemeinsamer Geschichte dreifach vertreten: in Berlin, Leipzig und in Düsseldorf. Die Polnischen Institute arbeiten eng mit lokalen, landes- und weltweiten Kulturorganisationen und Kulturträgern zusammen.